# Bowenia

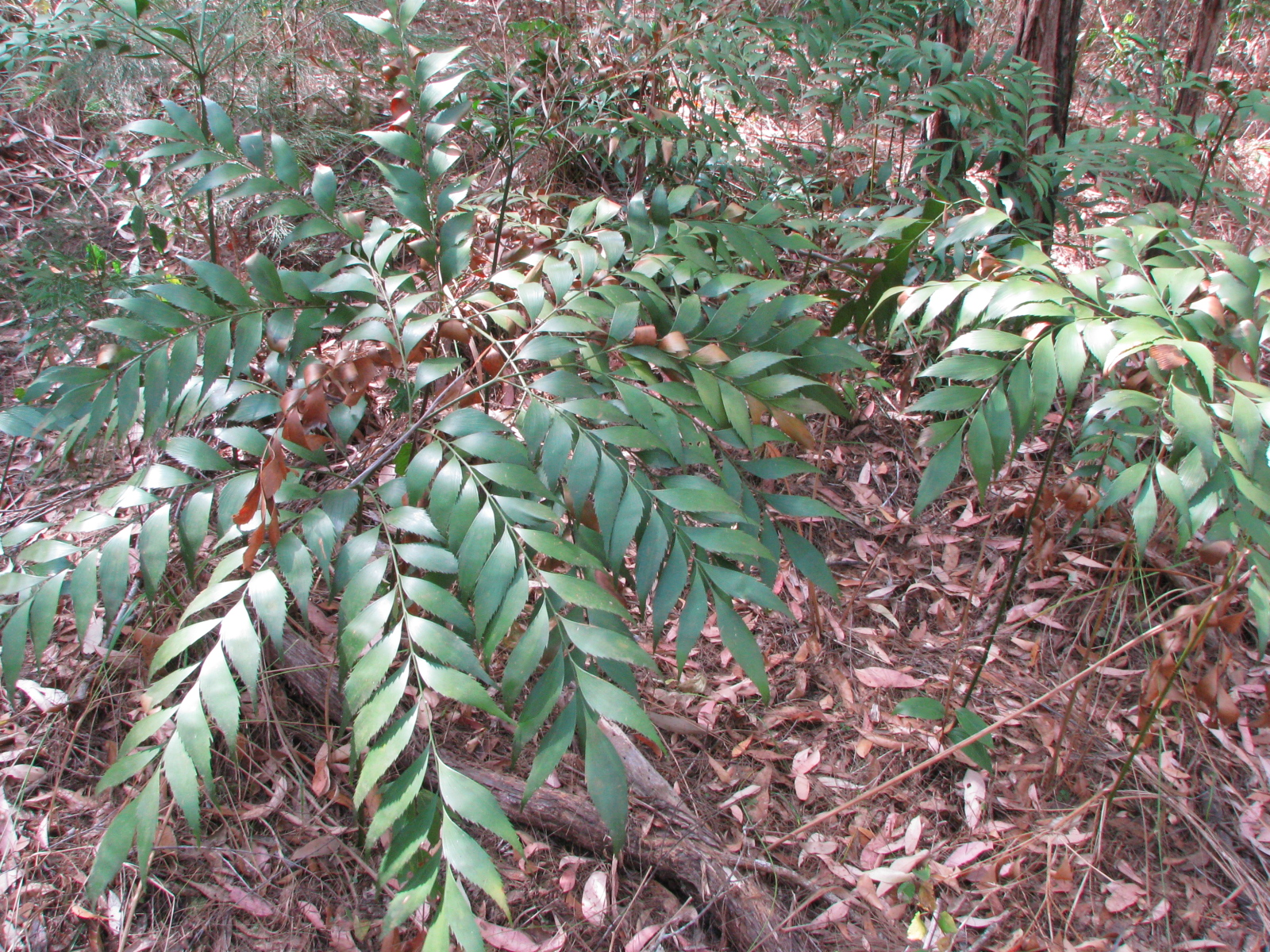
Bowenia serrulata

Bowenia Hook. – rodzaj roślin z rodziny zamiowatych (Zamiaceae) z klasy sagowcowych. Obejmuje dwa gatunki. Oba rosną w północno-wschodniej Australii – na wybrzeżu prowincji Queensland. Zasiedlają wnętrza i obrzeża wilgotnych lasów równikowych, też lasy nadrzeczne i widne lasy na zboczach wzniesień, sięgając do rzędnej 600 m n.p.m. Kwiaty zapylane są przez ryjkowce z rodzaju Miltotranes. W podziemnych pędach żyją symbiotyczne sinice z rodzaju Anabaena, nadające im niebieskawo-zielony kolor. Nasiona rozprzestrzeniane są prawdopodobnie przez gryzonie i inne ssaki.
Bulwiaste pędy są spożywane przez Aborygenów. Liście wykorzystywane są jako ozdobne. Rośliny są uprawiane, głównie w ogrodach botanicznych i kolekcjach. Uchodzą za trudne w uprawie. Rośliny nie mogą być pozyskiwane z natury – oba gatunki ujęte są w załączniku do Konwencji CITES. Nie są jednak uznawane za zagrożone ze względu na rozpowszechnienie i ochronę lasów deszczowych w Australii.
Nazwa rodzaju upamiętnia pierwszego gubernatora Queenslandu – George'a Bowena (1821–1899).

## Morfologia
PokrójSpichrzowy korzeń palowy dzięki kurczeniu się wciąga pień pod powierzchnię ziemi. Pień jest bulwiasto zgrubiały (u B. serrulata osiąga do 50 cm średnicy, u B. spectabilis do 12,5 cm), jest nagi i rozgałęziony – na osobnych odgałęzieniach rozwijają się strobile i liście.
LiścieZróżnicowane na liście łuskowate i asymilacyjne. Liście asymilacyjne wyrastają pojedynczo na szczycie pędu (w sumie jest ich zwykle od 1 do 7 na pędzie), za młodu są pastorałowato zwinięte. Mają prosto wzniesione, smukłe ogonki u nasady zgrubiałe i tu owłosione. Blaszka jest okazała (w sumie liście osiągają do 2 m wysokości), podwójnie pierzasto złożona (inne sagowce mają liście pojedynczo złożone z wyjątkiem dwóch gatunków – Cycas multipinnata i C. debaoensis). Jest szeroko rozpostarta, wzdłuż kilku pierwszorzędowych odcinków liścia listki wyrastają dwustronnie naprzeciwlegle lub skrętolegle, listki też wyrastają na szczytach tych osi. Listki osiągają do 10–15 cm długości i 4–5 cm szerokości, u B. serrulata są ząbkowane, u B. spectabilis całobrzegie.
Organy zarodnionośneRośliny dwupienne.
Mikrospory powstają w mikrosporangiach mających kształt kulisty i powstających w dużej liczbie na dolnej stronie mikrosporofili. Te łuskowate męskie liście zarodnionośne zebrane są w szyszkowaty mikrostrobil. Rozwija się on pojedynczo na poszczególnych odgałęzieniach pędu. Początkowo jest wzniesiony, później się pokłada, ma kształt walcowaty, osiąga 7,5 cm długości i 2,5 cm średnicy. Jest biały lub kremowy, eksponowany na światło zielenieje, ale zwykle przykryty jest opadłymi liśćmi.
Zalążki rozwijają się parami w bocznej pozycji na makrosporofilach (żeńskich liściach zarodnionośnych). Liście zarodnionośne tworzą kulisty makrostrobil osiągający wielkość pięści, tworzący się pojedynczo na rozgałęzieniach pędu.
NasionaBiałe do niebieskich, do dojrzeniu brązowiejące, do ok. 3 cm długości.

## Systematyka
Pozycja systematyczna
Rodzaj z rodziny zamiowatych (Zamiaceae) stanowiącej grupę siostrzaną względem sagowcowatych Cycadaceae z klasy sagowcowych Cycadopsida.
Rodzaj jest bazalny w grupie obejmującej rodzaje makrozamia Macrozamia, Lepidozamia i zgłowień Encephalartos. Bowenia wraz z rodzajem Stangeria były wyodrębniane jako rodzina Stangeriaceae, czasem rodzaj wyłączany bywał we własną rodzinę Boweniaceae, jednak okazał się być zagnieżdżony w obrębie Zamiaceae.
Wykaz gatunków
- Bowenia serrulata (W.Bull) Chamb.
- Bowenia spectabilis Hook.